# Selene Hellström
Selene Anna Maria Hellström, född 27 oktober 1974, är en svensk författare.

## Biografi
Hellström har läst författarkursen vid Nordens Folkhögskola Biskops-Arnö. Hon författardebuterade 2011 med novellsamlingen Våra händer stickande, kliande med 20 berättelser skrivna i jagform. Novellsamlingens teman och handling har en dragning åt gränsöverskridande beteenden och övergrepp. Romandebuten kom 2017 med Du är en stork som har landat. Romanen, som utforskar svenskheten i relation till de andra, följer ett galleri med tolv huvudpersoner i samband med att en grupp romska tiggare anländer till ett sydsvenskt samhälle.